# 10856 Bechstein
10856 Bechstein eller 1995 EG8 är en asteroid i huvudbältet som upptäcktes den 4 mars 1995 av den tyske astronomen Freimut Börngen vid Tautenburg-observatoriet. Den har fått sitt namn efter den tyska pianotillverkaren, Carl Bechstein.
Asteroiden har en diameter på ungefär 17 kilometer.